# Ecoton zóna
Az ecoton zóna a zárt erdőtakaró határa (az erdőhatár) és a fák elterjedésének határvonala (a fahatár) közötti átmenet és annak növényzete. Ez a zóna horizontálisan (a tajga és a tundra, illetve a mérsékelt övi lomblevelű erdők és a sztyepp határvidékén, illetve vertikálisan (a hegyvidékekben) egyaránt kialakul.
A hegyvidéki ecoton zónák rendszerint meglehetősen keskenyek (100–200 m szintkülönbséggel), antropogén hatásra (legeltetés, fakitermelés) azonban jelentősen kiszélesedhetnek. Ekképpen az Alpok azon részein, ahol az alhavasi rét- és legelőgazdálkodás erőteljes, az felső ecoton zóna vertikális kiterjedése akár 300–400 m is lehet.
A horizontális átmeneti zóna nagyon széles (akár több száz kilométeres) is lehet. Ilyen ecoton zóna a Kárpát-medence közepe, amelynek zonális növényzete még a Nagyalföldön is az úgynevezett pannon erdős sztyepp; tényleges sztyeppfoltok csak lokálisan alakultak ki.